# Râul La Arini
Râul La Arini  este un curs de apă, afluent al râului Uileac.

## Hărți
- Harta județului Bihor